# Nachitschewan-Kultur

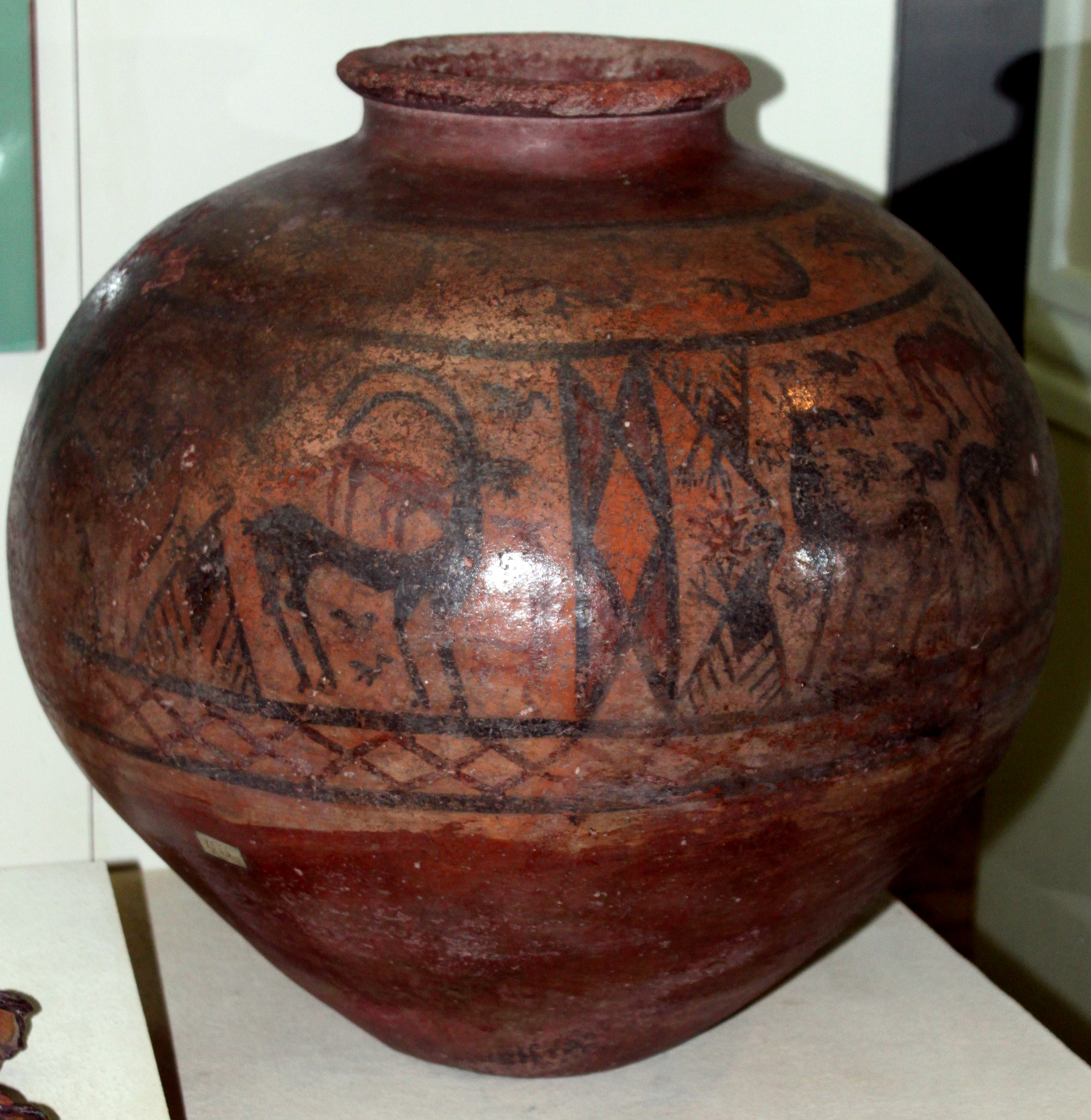
Bemaltes Gefäß. Shakhtakhti

Die Nachitschewan-Kultur, auch Kizilveng-Kultur oder Painted Pottery-Kultur genannt, war in der mittleren Bronzezeit im 3. und 2. Jahrtausend v. Chr. verbreitet. Die Zentren der bemalten Keramik waren Nachitschewan und das Arpatschai in Anatolien, das Urmia-Seebecken und der Südkaukasus. In Aserbaidschan wurde diese Kultur auf der Grundlage von archäologischen Materialien aus I Kultepe, II Kultepe, Shahtakhti, Gizilburun, Nahjir, Shortepe, Garachuk, II Gazanchi Qala und anderen Denkmälern untersucht. Die darstellende Keramikkultur wurde von aserbaidschanischen Archäologen wie O. Habibullayev, V. Bakhshaliyev, V. Aliyev und A. Akbarov untersucht. Nach Ansicht von V. Bakhshaliyev war die Erstellung dieser Gefäße in Nachitschewan mit der Bildung der Stadtstaaten verbunden.
Jüngste Forschungen legen nahe, dass diese Keramikkultur das Ergebnis der Entwicklung der Kura-Araxes-Kultur ist.

## Forschungsgeschichte
Bei den Landarbeiten rund um den Friedhof Kizilveng, 18 km von Nachitschewan entfernt, 3 km südlich von Tazakand, am linken Ufer des Flusses Araz, wurden mehrere historische Gegenstände, darunter einfache bemalte Schalen aus den Steinkastengräbern freigelegt. Kapitän N. Fjodorow führte im Auftrag der Archäologischen Kommission in Nachitschewan Ausgrabungen durch, bei denen er Bestattungen mit bemalter Keramik fand, die bis zum Ende des 2. Jahrtausends vor Christus datiert wurden. Eine umfangreiche Untersuchung dieser Kultur in Aserbaidschan wurde während der Sowjetzeit ermöglicht. 1926 wurde der Kızılvenk-Friedhof von der Transcaucasian Sciences Association unter der Leitung von A. Miller in Nachitschewan untersucht. 1934 wurden in der Nähe der Shortepe-Siedlung in Sharur mehrere bemalte Schalen gefunden. Die Ausgrabungen wurden in den 1960er Jahren fortgesetzt, bemalte Töpferwaren von Kultepe II sowie die Flusseinzugsgebiete Guruchay und Kondelenchay wurden untersucht. In Karakopektepe wurden Reste von bemaltem Geschirr gefunden. 

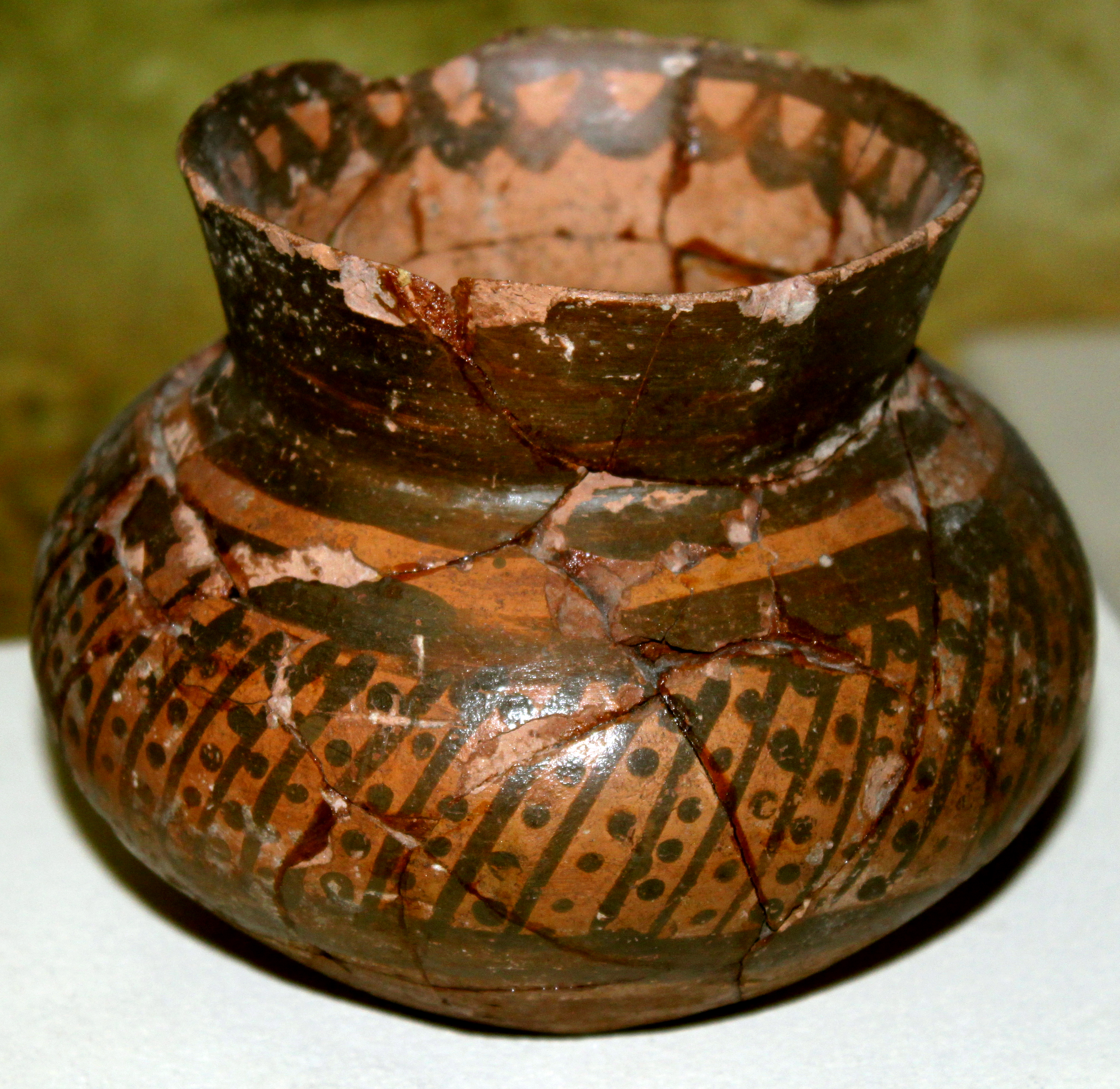
Polychromes Gefäß. I Kultepe

## Eigenschaften
Archaeologen teilen diese Kultur in vier chronologisch Perioden auf:
- 20.-17. Jh. v. Chr. – einfache Keramikmuster als Krüge, Schalen, Becher, teilweise poliert, einfarbig bemalt (hauptsächlich schwarz und grau),  verziert mit einfachen geometrischen Formen oder mit Mustern von Menschen, Tieren und Vögeln; gefunden in Shortepe, Kultepe I, Kultepe II, Uzerliktepe.
- 17.-15. Jh. v. Chr. – Polychrom bemalte Gefäße mit komplexen geometrischen Formen, fein mit menschlichen, tierischen und vogelartigen Mustern verziert, krug- und schalenförmige Keramik.  (Gizilveng, tanzendes Paar auf der Keramik abgebildet)
- 14.-11. Jh. v. Chr. – Monochrom und polychrom bemalt, relativ ungenau mit menschlichem  Tier- und Vogelmuster oder geometrischen Figuren dekoriert.  Gefunden wurden Vasen, ellipsoide Schalen, Krüge, Teller, kesselartige Töpferwaren
- 10.-8. Jh. v. Chr. – einfachere geometrische Muster, nur in roter Farbe gefärbt.[13][12][14]

## Verbreitung

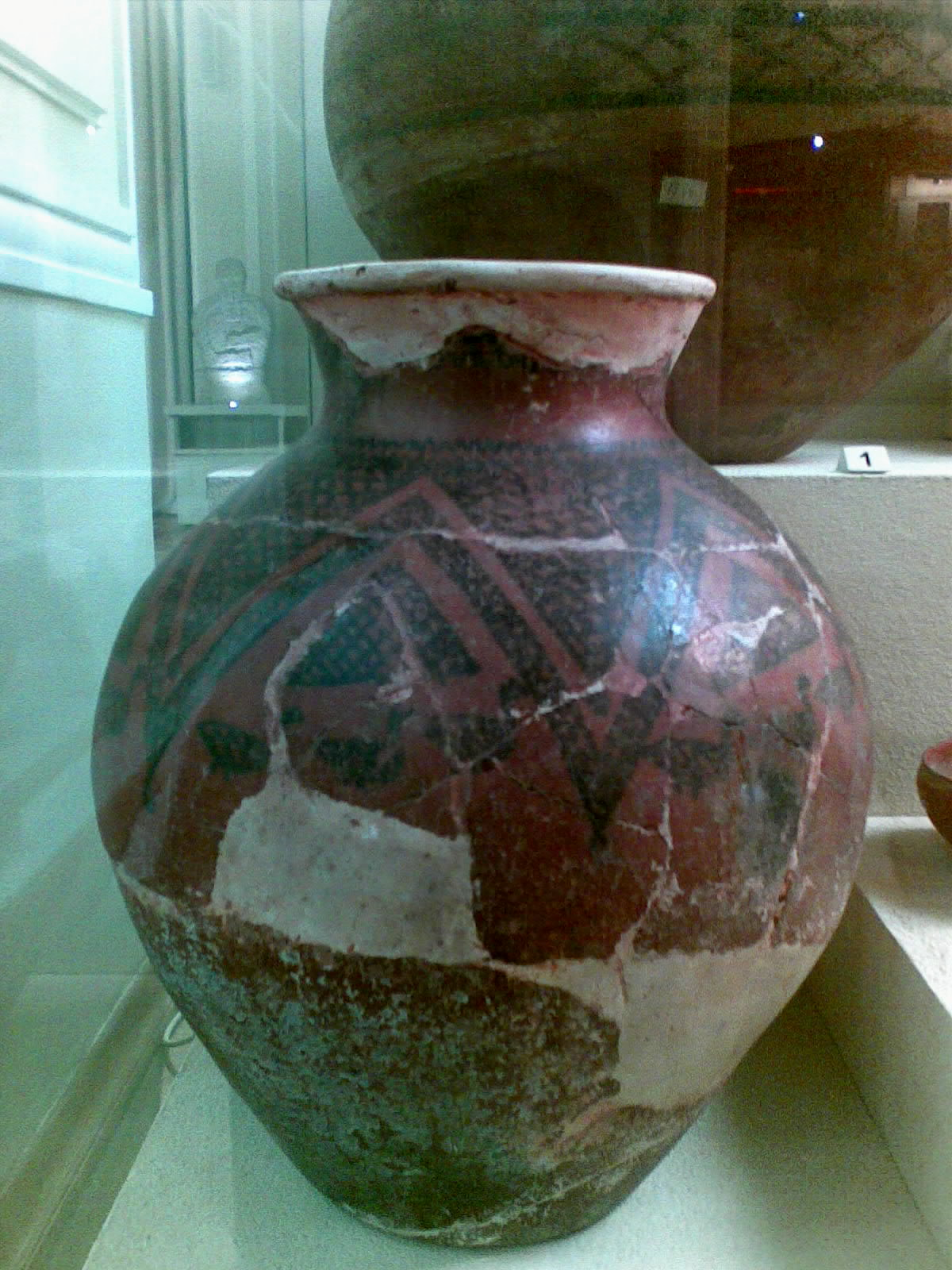
Bemaltes Gefäß aus II Kultepe

Bemalte Töpfe fanden sich in der Keramik von Nachitschiwans Kur-Araz-Kultur wieder. In Aserbaidschan wurden seit der Jungsteinzeit im Allgemeinen rote Tontöpfe gefunden. Mit Ausnahme einer Gruppe bemalter Töpfe unterschied sich der Rest der Töpfe von anderen aus der Jungsteinzeit weder durch den Tongehalt noch durch die Herstellungstechnologie. Im Jahr 1936 wurden bemalte Gefäße aus der mittleren Bronzezeit aus der zweiten Schicht der Shortepe-Siedlung entdeckt.
Monochrom bemalte Keramikmuster wurden in der Dize-Nekropole entdeckt. Monochrom bemalte Töpfe aus dem 3.-2. Jahrtausend v. Chr. wurden hauptsächlich in der Yayjı-Nekropole in Nachitschewan freigelegt. Auf den monochrom bemalten Langhalskrügen war eine Vielzahl von Tierzeichnungen abgebildet. 1951 führte die vom Institut für Geschichte der Akademie der Wissenschaften der UdSSR unter der Leitung von O. Habibullayev organisierte archäologische Expedition Untersuchungen in der Kultepe I durch und fand hier bemalte Schalen.
In Kultepe II wurden sowohl monochrome als auch polychrome Tongefäße entdeckt. Die roten Töpfe in den oberen Schichten des II Kultepe entsprachen den Materialien der Wohngebiete I und II Makhta. Die gefundenen Keramiken in Uzerliktepe (Aghdam) wurden in zwei Gruppen aufgeteilt. Während die erste Gruppe hellrot war und mit geometrischen und tierischen Figuren bemaltem Geschirr vom Typ Kizilveng ähnelt, wurde die zweite Gruppe poliert aufgefunden. In der Region Karaköpektepe gab es neben schwarz-grauen Stempeldekorationen auch einfarbige Keramiken. Im Jahr 2008 ergab die Studie, die von der Nachitschewan-Zweigstelle der ANAS und der Georgischen Universität unter der Leitung von V. Bakhshaliyev durchgeführt wurde, dass die in der Siedlung Oghlanqala gefundenen bemalten Töpfe zur Eisenzeit gehörten.

## Beziehungen zu anderen Kulturen
Der Fund mit ähnlich bemalten Gefäßmustern von Nachitschewan im Becken des Van- und Urmia-Sees im Nordosten Anatoliens und in der Mil-Mugan-Ebene um Goyche deutet darauf hin, dass diese Regionen eine gemeinsame Kultur hatten. Es gab viele Gemeinsamkeiten zwischen polychromen Töpferwaren aus Kultepe II und Töpferresten aus den Urmia-Denkmälern von Haftavān-Tepe und Geoy-Tepe. Die in Kultepe I gefundene bemalte Keramik hatte eine Ähnlichkeit mit den Materialien der Halaf-Kultur. Die Forscher gingen davon aus, dass die Bevölkerung im Süden mit Mesopotamien in Verbindung steht.
Die in der Shortepe gefundene Schale aus der Mitte des Chalkoliths erinnerte aufgrund des Einflusses dieser Kultur auch an die Traditionen der Halaf und Ubaid. Zeichnungen, die auf den gemalten Töpferwaren von Nachitschewan beschrieben sind, symbolisieren die Anbetungstradition (Lullubi-Stämme). Die Sternzeichnung mit acht Ecken auf einem Topf in der Nekropole von Nehecir ähnelte der Sternbeschreibung auf dem Siegesdenkmal des Lullubi-Herrschers Anubani. Es gab viele Ähnlichkeiten zwischen dem Kleid der Göttin auf Anubanis Siegesdenkmal und dem Frauenkleid auf dem Kızılburun-Krug.